# Prądnik Biały (městská část)
Prądnik Biały (polsky Dzielnica IV Prądnik Biały) je čtvrtá městská část Krakova. Do roku 1990 spadala administrativně pod čtvrť Krowodrza. 
K 31. prosinci 2007 zde žilo 65 797 obyvatel. Rozloha městské části činí 2 288 ha.

### Externí odkazy

Městská část IV Prądnik Biały